# 第7キングダム
『第7キングダム』（だいななキングダム・7th KINGDOM）は、日本テレビで2020年4月5日から6月21日まで毎週日曜日の12:45 - 13:15（JST）に放送されていたバラエティ番組である。
レギュラー化に先駆けて、同年3月22日の23:00 - 23:55（JST）に特番が放送された。
2020年8月10日21:00 - 22:54にゴールデン帯のスペシャル版が放送された。

## 概要
2020年春改編により、同時間帯で放送してきた『ニノさん』が、『誰だって波瀾爆笑』の終了に伴い、10:25 - 11:25に枠移動・拡大が決定。空いた同時間帯に新設されることになった。
芸人たちがキャラクターに扮し様々なバラエティに挑戦する。
全編を通してローカルセールスとなるため、遅れネット局が大半である。

## 出演者とコーナー

### 霜降り明星（せいや・粗品）
衣装などのイメージカラーは■レボリューションイエロー。
突撃!ハッシュタグ ハイパーレスキュー!
ボツ写真におもしろハッシュタグをつけて利用可能な写真に蘇らせる。
しもふりゲームメーカー
昔ながらの遊びを進化させティーンに流行るか実験。
しもふりゲームメーカー・エボリューション
助手と大人のゲストを迎え実験。
せいや地蔵
通りかかった民のお悩みをギャグで解決。

### EXIT (お笑いコンビ)（りんたろー。・兼近 大樹）
衣装などのイメージカラーは■レッド。
純愛侍
世の純愛カップルの悩みを斬って解決し候。
イグジェル
立派な天使になるため地上の揉め事を仲裁。
EXIT倶楽部
先輩芸人から伝統体当たり芸を学び令和の体当たり芸に進化させる。

### ハナコ（菊田竜大・秋山寛貴・岡部 大）
衣装などのイメージカラーは■ブルー。
大ハード
プレッシャーに弱い刑事ジョン・オカベーンが娘を救うため究極のミッションに挑む。
大ハード2
相棒にリョウ・ヨシザワを迎え新たなミッションへ。
がんばれ!さけびくん
毎回異なる限界状態に置かれた岡部扮するさけびくんが何をしているか当てるCMまたぎコーナー。

### 3時のヒロイン（ゆめっち・福田麻貴・かなで）
衣装などのイメージカラーは■ピンク。
さよならバッドガイ
バッドガイに悩む女子のため踊りまくる。
3時のハイテンション
お悩みをハイテンションダンスで解決。
3時のヒロイン完食オセロット
伝説の肉食獣“オセロット”に扮し巨大生物を食べ尽くす。

## 放送リスト
| パイロット放送 | パイロット放送 | パイロット放送                                | パイロット放送 | パイロット放送                                                                                         |
| 放送日         | 放送日         | スタジオゲスト                                | VTRゲスト | コーナー                                                                                               |
| -------------- | -------------- | --------------------------------------------- | --- | --- |
| 2020年 3月22日 | 2020年 3月22日 | 中島健人（Sexy Zone） 池田美優                | 丸山桂里奈 | 突撃! ハッシュタグ ハイパーレスキュー!① 純愛侍① 大ハード①                                              |
| レギュラー放送 |                |                                               | | |
| 回数           | 放送日         | スタジオゲスト                                | VTRゲスト | コーナー                                                                                               |
| 1              | 4月5日         | 大友花恋 RIKU（THE RAMPAGE from EXILE TRIBE） | IMALU | 突撃! ハッシュタグ ハイパーレスキュー!② さよならバッドガイ① がんばれ! さけびくん①                      |
| 2              | 4月12日        | 谷まりあ                                      | - | 大ハード② がんばれ! さけびくん②                                                                        |
| 3              | 4月19日        | 生見愛瑠                                      | 朝日奈央 | 突撃!ハッシュタグ ハイパーレスキュー!③ 純愛侍②                                                         |
| 4              | 4月26日        | -                                             | 阿部祐二 阿部桃子 | イグジェル                                                                                             |
| 5              | 5月3日         | -                                             | - | しもふりゲームメーカー① さよならバッドガイ② 新キャラ開発会議                                           |
| 6              | 5月10日        | -                                             | - | 大ハード③ 新キャラ開発会議                                                                             |
| 7              | 5月17日        | -                                             | ゆきぽよ | 突撃! ハッシュタグ ハイパーレスキュー!④ しもふりゲームメーカー② がんばれ! さけびくん③ 新キャラ開発会議 |
| 8              | 5月24日        | -                                             | - | しもふりゲームメーカー③ さよならバッドガイ③                                                            |
| 9              | 5月31日        | -                                             | ダチョウ倶楽部 | EXIT倶楽部 がんばれ! さけびくん④                                                                       |
| 10             | 6月7日         | -                                             | - | 大ハード④                                                                                              |
| 11             | 6月14日        | -                                             | ファーストサマーウイカ フワちゃん ダレノガレ明美                                                                                   | せいや地蔵 突撃! ハッシュタグ ハイパーレスキュー!⑤ 新キャラ開発会議                                    |
| 12             | 6月21日        | 松丸亮吾                                      | 小林よしひさ | 3時のハイテンション 新キャラ開発会議                                                                   |
| スペシャル版   |                |                                               | | |
| 放送日         | 放送日         | スタジオゲスト                                | VTRゲスト | コーナー                                                                                               |
| 8月10日        | 8月10日        | 杉咲花 松丸亮吾 ダチョウ倶楽部 出川哲朗       | 浜辺美波 横浜流星 山崎育三郎 高杉真宙 前原滉 吉沢亮 松村沙友理（乃木坂46） 丸山桂里奈 はらぺこツインズ                             | しもふりゲームメーカー・エボリューション 大ハード2 完食オセロット EXIT倶楽部                           |
| 新春SP         |                |                                               | | |
| 放送日         | 放送日         | スタジオゲスト                                | VTRゲスト | コーナー                                                                                               |
| 2021年 1月2日  | 2021年 1月2日  | -                                             | 佐久間大介（Snow Man） 向井康二（Snow Man） 朝日奈央 生見愛瑠 本並健治 丸山桂里奈 峯岸みなみ（AKB48） 須田亜香里（SKE48） 横川尚隆 | 変身カードゲームDoron ゴーストシンガー 一致団結！トイ・ミッション                                      |

## ネット局

### パイロット版
| 放送対象地域   | 放送局                    | 系列                                         | 放送日時                             | ネット状況 |
| -------------- | ------------------------- | -------------------------------------------- | ------------------------------------ | ---------- |
| 関東広域圏     | 日本テレビ（NTV）         | 日本テレビ系列                               | 2020年03月22日（日曜） 23:00 - 23:55 | 制作局     |
| 北海道         | 札幌テレビ（STV）         | 日本テレビ系列                               | 2020年03月22日（日曜） 23:00 - 23:55 | 同時ネット |
| 青森県         | 青森放送（RAB）           | 日本テレビ系列                               | 2020年03月22日（日曜） 23:00 - 23:55 | 同時ネット |
| 岩手県         | テレビ岩手（TVI）         | 日本テレビ系列                               | 2020年03月22日（日曜） 23:00 - 23:55 | 同時ネット |
| 宮城県         | ミヤギテレビ（MMT）       | 日本テレビ系列                               | 2020年03月22日（日曜） 23:00 - 23:55 | 同時ネット |
| 秋田県         | 秋田放送（ABS）           | 日本テレビ系列                               | 2020年03月22日（日曜） 23:00 - 23:55 | 同時ネット |
| 山形県         | 山形放送（YBC）           | 日本テレビ系列                               | 2020年03月22日（日曜） 23:00 - 23:55 | 同時ネット |
| 福島県         | 福島中央テレビ（FCT）     | 日本テレビ系列                               | 2020年03月22日（日曜） 23:00 - 23:55 | 同時ネット |
| 山梨県         | 山梨放送（YBS）           | 日本テレビ系列                               | 2020年03月22日（日曜） 23:00 - 23:55 | 同時ネット |
| 長野県         | テレビ信州（TSB）         | 日本テレビ系列                               | 2020年03月22日（日曜） 23:00 - 23:55 | 同時ネット |
| 新潟県         | テレビ新潟（TeNY）        | 日本テレビ系列                               | 2020年03月22日（日曜） 23:00 - 23:55 | 同時ネット |
| 静岡県         | 静岡第一テレビ（SDT）     | 日本テレビ系列                               | 2020年03月22日（日曜） 23:00 - 23:55 | 同時ネット |
| 富山県         | 北日本放送（KNB）         | 日本テレビ系列                               | 2020年03月22日（日曜） 23:00 - 23:55 | 同時ネット |
| 石川県         | テレビ金沢（KTK）         | 日本テレビ系列                               | 2020年03月22日（日曜） 23:00 - 23:55 | 同時ネット |
| 福井県         | 福井放送（FBC）           | 日本テレビ系列 テレビ朝日系列                | 2020年03月22日（日曜） 23:00 - 23:55 | 同時ネット |
| 中京広域圏     | 中京テレビ（CTV）         | 日本テレビ系列                               | 2020年03月22日（日曜） 23:00 - 23:55 | 同時ネット |
| 近畿広域圏     | 読売テレビ（ytv）         | 日本テレビ系列                               | 2020年03月22日（日曜） 23:00 - 23:55 | 同時ネット |
| 鳥取県・島根県 | 日本海テレビ（NKT）       | 日本テレビ系列                               | 2020年03月22日（日曜） 23:00 - 23:55 | 同時ネット |
| 広島県         | 広島テレビ（HTV）         | 日本テレビ系列                               | 2020年03月22日（日曜） 23:00 - 23:55 | 同時ネット |
| 山口県         | 山口放送（KRY）           | 日本テレビ系列                               | 2020年03月22日（日曜） 23:00 - 23:55 | 同時ネット |
| 徳島県         | 四国放送（JRT）           | 日本テレビ系列                               | 2020年03月22日（日曜） 23:00 - 23:55 | 同時ネット |
| 香川県・岡山県 | 西日本放送（RNC）         | 日本テレビ系列                               | 2020年03月22日（日曜） 23:00 - 23:55 | 同時ネット |
| 愛媛県         | 南海放送（RNB）           | 日本テレビ系列                               | 2020年03月22日（日曜） 23:00 - 23:55 | 同時ネット |
| 高知県         | 高知放送（RKC）           | 日本テレビ系列                               | 2020年03月22日（日曜） 23:00 - 23:55 | 同時ネット |
| 福岡県         | 福岡放送（FBS）           | 日本テレビ系列                               | 2020年03月22日（日曜） 23:00 - 23:55 | 同時ネット |
| 長崎県         | 長崎国際テレビ（NIB）     | 日本テレビ系列                               | 2020年03月22日（日曜） 23:00 - 23:55 | 同時ネット |
| 熊本県         | くまもと県民テレビ（KKT） | 日本テレビ系列                               | 2020年03月22日（日曜） 23:00 - 23:55 | 同時ネット |
| 大分県         | テレビ大分（TOS）         | 日本テレビ系列 フジテレビ系列                | 2020年03月22日（日曜） 23:00 - 23:55 | 同時ネット |
| 宮崎県         | テレビ宮崎（UMK）         | フジテレビ系列 日本テレビ系列 テレビ朝日系列 | 2020年03月22日（日曜） 23:00 - 23:55 | 同時ネット |
| 鹿児島県       | 鹿児島読売テレビ（KYT）   | 日本テレビ系列                               | 2020年03月22日（日曜） 23:00 - 23:55 | 同時ネット |

### レギュラー版
| 放送期間                | 放送時間                    | 放送局                    | 対象地域       | 備考       |
| ----------------------- | --------------------------- | ------------------------- | -------------- | ---------- |
| 2020年4月5日 - 6月21日  | 日曜12:45 - 13:15           | 日本テレビ（NTV）         | 関東広域圏     | 制作局     |
| 2020年4月11日 - 6月27日 | 土曜13:30 - 14:00           | くまもと県民テレビ（KKT） | 熊本県         |            |
| 2020年4月16日 - 7月2日  | 木曜0:59 - 1:29（水曜深夜） | 静岡第一テレビ（SDT）     | 静岡県         |            |
| 2020年4月17日 - 7月3日  | 金曜1:14 - 1:44（木曜深夜） | テレビ信州（TSB）         | 長野県         |            |
| 2020年4月18日 - 8月22日 | 土曜14:55 - 15:25           | 北日本放送（KNB）         | 富山県         | [ 備考 2 ] |
| 2020年4月19日 - 7月5日  | 日曜0:55 - 1:25（土曜深夜） | 福岡放送（FBS）           | 福岡県         |            |
| 2020年4月26日 - 7月12日 | 日曜23:25 - 23:55           | テレビ宮崎（UMK）         | 宮崎県         | [ 備考 3 ] |
| 2020年5月2日 - 7月18日  | 土曜10:00 - 10:30           | 福島中央テレビ（FCT）     | 福島県         |            |
| 2020年5月10日 - 7月26日 | 日曜11:55 - 12:25           | 西日本放送（RNC）         | 香川県・岡山県 |            |

### スペシャル
| 放送期間 | 放送時間            | 放送局                | 対象地域・備考                     |
| --- | ------------------- | --------------------- | ---------------------------------- |
| 2020年8月10日 | 月・祝21:00 - 22:54 | 日本テレビ他系列局    | クロスネット局のテレビ大分を含む。 |
| 2020年10月17日 | 土曜15:00 - 17:00   | 沖縄テレビ放送（OTV） | 沖縄県・フジテレビ系列 遅れネット  |
| テレビ宮崎（UMK）はテレビ朝日のドラマ『未解決の女 警視庁文書捜査官 シーズン2 2時間スペシャル』遅れネット（21:00 - 22:48）の為未放送。 |                     |                       |                                    |

### スペシャル2
| 放送期間     | 放送時間           | 放送局             | 対象地域・備考                                                                                     |
| ------------ | ------------------ | ------------------ | -------------------------------------------------------------------------------------------------- |
| 2021年1月2日 | 土曜23:00 - 翌0:25 | 日本テレビ他系列局 | クロスネット局のテレビ大分を含む。                                                                 |
|              | 土曜23:30 - 翌0:55 | テレビ宮崎（UMK）  | 宮崎県 フジテレビ『千鳥のクセがスゴいネタGP新春2時間SP』 同時ネット（21:30 - 23:30）の為30分遅れ。 |

## スタッフ

### レギュラー版
- 企画・演出：宮森宏樹
- ナレーター：木村昴、畑下由佳（畑下→日本テレビアナウンサー）、奈波果林、島本須美
- 構成：石塚祐介、大谷裕一、永井ふわふわ
- TM：小椋敏宏
- SW：鎌倉和由
- カメラ：大庭茂嗣
- 音声：宮内貞、清水新太郎、中島和真、西村優輝
- VE：石野太一、高橋一徳、加藤大助、岩原正明
- 照明：千葉雄、藤山真緒、名取孝昌
- 技術協力：NiTRo、イカロス
- ロケ技術：スウィッシュ・ジャパン、エスパシオ、ビデオウイング
- 美術協力：日テレアート
- 美術プロデューサー：滋田由布子
- デザイン：平岡真穂、浅田一花
- 装置：石原大地
- 持道具：上田薫
- 小道具：吉田研二
- メイク：奥松かつら
- 衣装：村上紘美、吉野美咲（A-mey）
- 編集：佐藤貴之
- MA：飯塚雄一、船木拓也
- 音効：小田切暁
- TK：奈良里美
- 音楽：NTVM
- 写真提供：アフロ
- デスク：齊藤里美
- AD：大納啓汰、植田良樹、大平朋佳、柴田篤寛、臼杵花絵、藤原華歩、小野真歩、長谷川龍覇、赤坂笑子、三木友騎、奥村祐矢、伊藤瑛梨、宇野想健
- AP：金雪愛、大友浩嗣、上岡恵莉華、今野舞紀
- ディレクター：加藤昌義、財津猛、尾越功、菅野健治、熊谷芳子、山本恭彦、坂下祐生、宮原健
- 演出：今村光宏、師岡靖成
- プロデューサー：杉山直樹、石原由季子、山岡恭典、輿石将大
- チーフプロデューサー：東井文太
- 制作協力：ZION、Passion
- 製作著作：日本テレビ

### スペシャル版
- 企画・演出：宮森宏樹
- ナレーター：木村昴、畑下由佳、岩田絵里奈、森富美（畑下・岩田・森→日本テレビアナウンサー、畑下・岩田→第1回、森→第2回）
- 構成：石塚祐介、大谷裕一、永井ふわふわ、安部裕之
- TM：小椋敏宏（第1回）
- SW：鎌倉和由（第1回）
- カメラ：大庭茂嗣（第1回）
- 音声：宮内貞（第1回）
- VE：石野太一（第1回）
- 照明：千葉雄（第1回）
- 技術協力：NiTRo（第1回）、イカロス
- ロケ技術：エスパシオ、J-Crew（J-Crew→第1回）、スウィッシュ・ジャパン
- 美術協力：日テレアート
- 美術プロデューサー：滋田由布子
- デザイン：平岡真穂、浅田一花
- 装置：石原大地
- 電飾：尾島香奈（第1回）
- 特殊効果：堀田秀二郎（第1回）
- 持道具：上田薫
- 小道具：高木重因（第1回）、森川望実（第2回）
- メイク：奥松かつら（第1回）、目代遥（第2回）
- スタイリスト：関敏明
- 衣装：村上紘美、吉野美咲（A-mey）
- 編集：佐藤貴之、杉本啓二
- MA：兒子仁（第1回）、山本宗太（第2回）
- 音効：小田切暁
- TK：奈良里美
- イラスト(第2回)：津島美樹、江原ノブヒロ（共に第2回）
- CG：キャニットG
- 写真提供：アフロ
- 音源協力(第2回)：カラオケ歌っちゃ王（第2回）
- 撮影協力：ドルトン東京学園、大阪ケミカル株式会社、近畿大学水産研究所（共に第1回）、フジアール（第1,2回）、でんすけレンタル（第2回）
- 音楽：NTVM
- デスク：齊藤里美
- AD：黒川勝功、奥野修平、奥村祐矢、小野真歩、宇野想健（共に第1回）、藤原華歩、長谷川龍覇（共に第1,2回）、前上門周汰、辰馬成拓、山口耀平、柴田篤寛（共に第2回）
- AP：上岡恵莉華、今野舞紀
- ディレクター：師岡靖成、加藤昌義、宮原健、尾越功、山本恭彦、小ヶ倉剛（共に第1,2回）、松崎秀峰（第1回）、大納啓太（大納→第1回はADで啓汰名義）、坂田朋久（大納・坂田→第2回）
- 演出：今村光宏
- プロデューサー：杉山直樹、輿石将大、伊藤真和（共に第1,2回）、山岡恭典（第1回）、森川高行（第2回）
- チーフプロデューサー：東井文太
- 制作協力：ZION、Passion
- 製作著作：日本テレビ

### パイロット版
- 企画・演出：宮森宏樹
- ナレーター：木村昴、畑下由佳（畑下→日本テレビアナウンサー）
- 構成：石塚祐介、大谷裕一、永井ふわふわ
- TM：小椋敏宏
- SW：鎌倉和由
- カメラ：大庭茂嗣
- 音声：宮内貞
- VE：石野太一
- 照明：千葉雄
- 技術協力：NiTRo
- ロケ技術：スウィッシュ・ジャパン、エスパシオ、ビデオウイング
- 美術協力：日テレアート
- 美術プロデューサー：滋田由布子
- デザイン：平岡真穂、浅田一花
- 装置：石原大地
- 持道具：上田薫
- 小道具：吉田研二
- メイク：奥松かつら
- 衣装：村上紘美
- スタイリスト：吉野美咲（A-mey）
- 編集：佐藤貴之
- MA：飯塚雄一
- 音効：小田切暁
- TK：奈良里美
- リサーチ：ビスポ
- 写真提供：アフロ
- 編成：上田崇博、天野英明
- 宣伝：齋藤貴美子
- デスク：齊藤里美
- AD：大納啓汰、植田良樹、大平朋佳、柴田篤寛、臼杵花絵、藤原華歩、小野真歩、長谷川龍覇、赤坂笑子、三木友騎
- AP：上岡恵莉華、今野舞紀、金雪愛、大友浩嗣
- ディレクター：加藤昌義、尾越功、菅野健治、財津猛、熊谷芳子、五島孝、師岡靖成
- 演出：今村光宏
- プロデューサー：杉山直樹、輿石将大、石原由季子、山岡恭典
- チーフプロデューサー：東井文太
- 制作協力：Passion、ZION
- 製作著作：日本テレビ

### 備考
1. ↑  22:30のドラマ『シロでもクロでもない世界で、パンダは笑う。』（ytv制作）は前週の3月15日をもって終了済。『ダウンタウンのガキの使いやあらへんで!』（23:25 - 23:55）以降の番組は30分繰り下げた。
2. ↑  特番編成で休止になることが多かったため、最終回はキー局より2か月遅れとなった。
3. 1 2 3  フジテレビ系列・テレビ朝日系列とのクロスネット局。
4. ↑  『人生が変わる1分間の深イイ話』『しゃべくり007』は休止。21:54のミニ番組（関東地方は『The Gift』）は22:54に繰り下げた。